# Miguel Ângelo Monteiro Andrade
Miguel Ângelo Monteiro Andrade (Belo Horizonte, 11 de outubro de 1991) é um advogado e político brasileiro, filiado ao Partido dos Trabalhadores (PT). É Deputado Federal por Minas Gerais.

## Biografia
Miguel Ângelo candidatou-se pela primeira vez em 2022, candidato a deputado federal por Minas Gerais, quando foi eleito com 84.173 votos.
Miguel Ângelo é filho do ex-Deputado Durval Ângelo (PT).
É Presidente Municipal do PT de Contagem e foi ex-Ministro do Tribunal de Contas de Minas Gerais.